# 小行星10088
小行星10088（10088 Digne）是一颗绕太阳运转的小行星，为主小行星带小行星。该小行星于1990年9月22日发现。

## 轨道参数
小行星10088的轨道半长轴为2.3420177 UA，离心率为0.183。